# Jiangdu
Jiangdu (chinesisch 江都区, Pinyin Jiāngdū Qū) ist ein Stadtbezirk der bezirksfreien Stadt Yangzhou in der chinesischen Provinz Jiangsu. Jiangdu hat eine Fläche von 1.330 km² und zählt 1.006.372 Einwohner (Stand: Zensus 2010).